# Cucumaria salma
Cucumaria salma is een zeekomkommer uit de familie Cucumariidae.
De wetenschappelijke naam van de soort werd in 1972 gepubliceerd door J.Y. Yingst.